# 沃兰 (怀俄明州)
沃兰（英語：Worland）是美国怀俄明州的城市，也是華謝基縣的縣治所在地。该市的人口在2000年为5,250人，2010年有5,487，2011年则估计有5,458人。